# Anisozyga niviplena
Anisozyga niviplena là một loài bướm đêm trong họ Geometridae.